# Jeffrey Read
Pour les articles homonymes, voir Read.
Jeffrey Read, né le 1er octobre 1997 à Calgary, est un skieur alpin canadien.

## Biographie
Il est le fils du skieur alpin Ken Read (cinq fois victorieux en descente de coupe dumonde) et le frère cadet d'Erik Read.
En 2017 à Åre, il devient Champion du monde juniors par équipe avec le Canada. L'année suivante en 2018, il prend la 6e place des championnats du monde juniors de descente. Cette même année il termine à la 4e place du classement général de Coupe nord-américaine avec une seconde place au classement de la descente.
En mars 2019 à Mont Édouard, il est sacré Champion du Canada en slalom et vice-champion en super G et slalom géant.
En 2019 et en 2020, il termine second du classement général de Coupe nord-américaine avec une 1re place au classement de la descente en 2020 et au classement du combiné en 2019.
En Coupe du monde, il obtient son premier top-20 en prenant la 18e place du super G de Kitzbühel le 25 janvier 2021. En février il prend la 18e place du super G des championnats du monde de Cortina d'Ampezzo.
Le 5 mars 2022, il décroche son premier top-10 en Coupe du monde en prenant une belle 7e place dans la descente de Kvitfjell. Le 5 avril à Panorama (en), il remporte le titre de Champion du Canada de super G.
En février 2023, il dispute ses troisièmes championnats du monde. Il y obtient la 11e place du super G à Courchevel, et avec le Canada la 3e place de l'épreuve par équipe à Méribel. Le mois suivant il prend une belle 5e place du super G des finales de la Coupe du monde à Grandvalira.
En février 2024, il réalise sa meilleure performance en coupe du monde en prenant la seconde place du super G de Kvitfjell. Il termine la saison à la 10e place du classement général de la coupe du monde de super G.
En février 2025 il participe à ses quatrièmes championnats du monde à Saalbach et y prend une bonne 10e place dans le super G.

## Palmarès

### Championnats du monde
| Édition / Epreuve               | Descente | Super G | Slalom géant | Slalom | Combiné | Parallèle                  | Team event |
| Mondiaux 2019 Åre               | 41e      | -       | -            | -      | 29e     | -                          | -          |
| Mondiaux 2021 Cortina d'Ampezzo | 26e      | 18e     | -            | -      | 22e     | non qualifié pour les 1/8e | 7e         |
| Mondiaux 2023 Courchevel        | 30e      | 11e     | -            | -      | Ab      | -                          | Bronze     |
| Mondiaux 2025 Saalbach          | 29e      | 10e     | -            | -      | -       | -                          | -          |

### Coupe du monde
- Meilleur classement général : 35e en 2024 avec  239 points.
- Meilleur classement de descente : 35e en 2024] avec 52 points.
- Meilleur classement de super G : 10e en 2024] avec 187 points.

- 7 tops-10 dont 1 podium

#### Classements
| Saison / Épreuve | Saison / Épreuve | Général | Général | Descente | Descente | Super G | Super G | Géant  | Géant  | Slalom | Slalom | Combiné | Combiné |
| ---------------- | ---------------- | ------- | ------- | -------- | -------- | ------- | ------- | ------ | ------ | ------ | ------ | ------- | ------- |
| Saison / Épreuve | Saison / Épreuve | Class.  | Points  | Class.   | Points   | Class.  | Points  | Class. | Points | Class. | Points | Class.  | Points  |
| 2021             | 2021             | 102e    | 38      | 44e      | 13       | 40e     | 25      | -      | -      | -      | -      | -       | -       |
| 2022             | 2022             | 96e     | 45      | 36e      | 43       | 50e     | 2       | -      | -      | -      | -      | -       | -       |
| 2023             | 2023             | 50e     | 153     | 45e      | 19       | 17e     | 134     | -      | -      | -      | -      | -       | -       |
| 2024             | 2024             | 35e     | 239     | 35e      | 52       | 10e     | 187     | -      | -      | -      | -      | -       | -       |
| 2025             | 2025             | 98e     | 45      | 59e      | 3        | 32e     | 42      | -      | -      | -      | -      | -       | -       |

### Championnats du monde junior
| Épreuve / Édition     | Descente | Super G | Slalom géant | Slalom  | Combiné | Team event |
| Mondiaux 2015 Hafjell | Abandon  | 46e     | Abandon      | Abandon | 36e     | -          |
| Mondiaux 2016 Sotchi  | 28e      | 44e     | 28e          | Abandon | Abandon | -          |
| Mondiaux 2017 Åre     | 12e      | 11e     | Abandon      | Abandon | 13e     | Or         |
| Mondiaux 2018 Davos   | 6e       | Abandon | 18e          | Abandon | 17e     | -          |

### Coupe nord-américaine
15 podiums dont 9 victoires

#### Classements
| Saison / Épreuve | Saison / Épreuve | Général | Général | Descente | Descente | Super G | Super G | Slalom géant | Slalom géant | Slalom | Slalom | Combiné | Combiné |
| ---------------- | ---------------- | ------- | ------- | -------- | -------- | ------- | ------- | ------------ | ------------ | ------ | ------ | ------- | ------- |
| Saison / Épreuve | Saison / Épreuve | Class.  | Points  | Class.   | Points   | Class.  | Points  | Class.       | Points       | Class. | Points | Class.  | Points  |
| 2015             | 2015             | 92e     | 38      | 20e      | 22       | -       | -       | -            | -            | 61e    | 16     | -       | -       |
| 2016             | 2016             | 53e     | 106     | 18e      | 62       | 53e     | 7       | 68e          | 16           | 80e    | 6      | 25e     | 15      |
| 2017             | 2017             | 13e     | 523     | 9e       | 110      | 17e     | 96      | 28e          | 59           | 5e     | 208    | 17e     | 50      |
| 2018             | 2018             | 4e      | 814     | 2e       | 191      | 4e      | 235     | 17e          | 111          | 10e    | 195    | 12e     | 77      |
| 2019             | 2019             | 2e      | 816     | 8e       | 122      | 2e      | 254     | 18e          | 124          | 18e    | 136    | 1re     | 180     |
| 2020             | 2020             | 2e      | 863     | 1re      | 180      | 7e      | 132     | 12e          | 149          | 5e     | 302    | 2e      | 100     |

### Championnats du Canada
- Champion du Canada de slalom en 2019
- Champion du Canada de super G en 2022